# 上海南站站
上海南站位于中华人民共和国上海市徐汇区漕河泾街道沪闵路国铁上海南站旁，是上海地铁1号线、3号线与15号线的地铁换乘站。1号线站台位于上海南站北广场下方，3号线站台位于上海南站南广场南侧。由上海铁路局勘测设计院设计。上海南站同时是3号线的南起訖站。
按照原规划，1号线与3号线的换乘联络通道为15号线预留车站，后该预留被放弃。目前15号线的车站位于柳州路东侧沪闵路南侧角，该车站站体位于1、3号线均较远。

## 车站结构
地铁上海南站与铁路上海南站处于一个结构之中。3号线站台和站厅位于铁路车站的南侧，1号线站台和站厅设在铁路车站的北侧。

### 车站楼层
地铁上海南站设在铁路上海南站的地面层、地下一层、二层和三层。其中，3号线站台位于地面，与铁路上海南站的站台一致，但彼此之间无法互通；1号线、3号线和15号线的站厅均位于地下一层，其中1号线与3号线站厅位于铁路站房的两侧，需由地下通道连接，15号线站厅则位于柳州路下方，与1号线站厅通过地下通道连接。1号线站台设于地下二层，15号线站台则位于地下三层。
| 地面层   | 出入口             | 1-2、8、10出入口                            |  |  |
|          |                    | █ 3号线 终点站 落客站台                     |  |  |
|          | 岛式站台，左侧开门 |                                             |  |  |
|          |                    | █ 3号线 往江杨北路（石龙路）                |  |  |
| 地下一层 | 3号线站厅          | 3出入口、票务服务、自动售票机、人工服务台   |  |  |
|          | 1号线站厅          | 4-6出入口、票务服务、自动售票机、人工服务台 |  |  |
|          | 15号线站厅         | 9出入口、票务服务、自动售票机、人工服务台   |  |  |
| 地下二层 |                    | █ 1号线 往莘庄（锦江乐园）                  |  |  |
|          | 岛式站台，左侧开门 |                                             |  |  |
|          |                    | █ 1号线 往富锦路（漕宝路）                  |  |  |
| 地下三层 | ⑥站台              | █ 15号线 往顾村公园（桂林公园）             |  |  |
|          | 岛式站台，左侧开门 |                                             |  |  |
|          | ⑤站台              | █ 15号线 往紫竹高新区（华东理工大学）       |  |  |

### 1号线
1号线站厅位于铁路上海南站的北侧地下一层，呈东北-西南方向布置。其中收费区位于站厅南侧，设有三块进站区域和四块出站区域，设有连接三号线站厅的换乘通道。站厅非付费区内设有便利店、快餐店等商业设施。
1号线站厅设有3组楼梯通往位于地下二层的1号线站台；同时还设有两组升降电梯：其中一组连接站台和付费区，属于自助操作；另一组连接站台、站厅非付费区和6号口地面，使用时需联系工作人员。站台为岛式站台，往富锦路方向站台末端设有卫生间。
站台后端为梅陇车辆段入库线（早晚高峰时部分列车在此站清客回库）

### 3号线
3号线站厅位于铁路上海南站的南侧地下一层，呈东北-西南方向布置。3号线站厅设有两个收费区：其中一个位于站厅南侧，靠近2、3号口，设有一组通往站台的楼梯；另一个站厅位于站厅北侧，靠近1号口，内设连接1号线站厅的换乘通道，设有两组通往站台的楼梯。3号线站厅非付费区设有无障碍电梯连接站台，使用时需联系工作人员。
3号线站台位于地面，与国铁上海南站股道平行。上海南站站为3号线的终点站，列车到站后需进行清客，待列车在前方折返线完成折返后再进行上客。

### 15号线
15号线站厅位于北广场西北侧万科商业地下，与商业下沉式广场全连通。车站以海水蓝为主题色，站厅和站台吊顶均采为弧形以提高空间感。

## 车站出口
上海南站站共有10个出口，其中1-3号口连通3号线站厅，4-7号口连通1号线站厅，8-10号口连通15号线站厅，3-6、8-9号口均位于地下一层。客流高峰期，靠近铁路上海南站的4号口与5号口会设置为单向进站使用以防止客流对冲。各出入口如下所示：
| 出口编号                    | 出口指示                                                             | 照片           |
| 连通 3号线站厅              | 连通 3号线站厅                                                       | 连通 3号线站厅 |
| --------------------------- | -------------------------------------------------------------------- | -------------- |
| 1 · 出口 · （设有）         | 石龙路，龙川北路，柳州路                                             |                |
| 2 · 出口                    | 铁路上海南站南广场，石龙路，长途客运汽车南站，金山铁路，铁路上海南站 |                |
| 3 · 出口 · （设有）         | 铁路上海南站南广场，石龙路，铁路上海南站                             |                |
| 连通 1号线南站厅            |                                                                      |                |
| 4 · 出口                    | 沪闵路（只进不出）                                                   |                |
| 5 · 出口                    | 沪闵路（只进不出）                                                   |                |
| 连通 1号线北站厅            |                                                                      |                |
| 出口                        | 商场                                                                 |                |
| 6 · 出口 · （设有）         | 沪闵路，铁路上海南站，北广场                                         |                |
| 7 · 出口                    | 沪闵路，北广场公交站（施工关闭）                                     |                |
| 连通 15号线站厅             |                                                                      |                |
| 8 · 出口                    | 沪闵路                                                               |                |
| 9 · 出口                    | 柳州路                                                               |                |
| 10 · 出口                   | 柳州路，南宁路                                                       |                |
| 图例： 设有 \| 设有 \| 设有 |                                                                      |                |

## 歷史
- 刚启用时的1号线上海南站站称为「新龙华站」，位于沪闵路桂林路东北侧，为地面侧式站台，且两个方向在付费区内互不连通。因设计时已明确该站为临时车站，故站台不像1号线其它车站那样预留8节编组长度，而只有6节编组长度。在2001年，因旧的上海南站启用，而更名为「上海南站站」。
- 2004年1月1日，为配合新上海南站和上海南站换乘站建设，3号线上海南站站封站改造，3号线运营区段缩短为江湾镇-石龙路。
- 为配合新上海南站和上海南站换乘站建设，1号线上海南站改为地下段，新的上海南站上海火车站站方向和莘庄方向站台分别在2004年10月30日和12月4日投入运营。原地铁上海南站站旧的地面站台已拆除。
- 2005年10月15日，3号线上海南站站恢复运营。
- 2014年起，3号线站台开始安装半高安全门[4]。同时3号线站厅在1月份进行了改造，通过增加售票窗口、扩大售票区域等举措，改善了车站售票区域与重要通道之间的拥堵状况[5]。
- 2018年12月，为提高闸机进出速度，上海南站站3号线站厅启动闸机改造工程，将全部闸机更换为拍打门式闸机。改造工程于2019年春运前完成[6]。
- 为配合15号线施工，1号线上海南站站的6号口于2019年1月起临时封闭。原站厅6号口及周边商铺将进行土建改造，成为未来换乘大厅的一部分[7]。
- 2021年1月23日，15号线开通，本站成为3线换乘车站，同时6号口重新开放，並加入8号和10号口。
- 2024年4月4日起，本站在3、4号口设立免二次安检通道，从国铁车站出站的旅客自3、4号口进入地铁站，无需再次安检。[8]
- 2024年6月13日，9号口启用。

- 安装月台幕門前的1号线地下岛式站台（2005年）
- 安装半高屏蔽门前的3号线岛式站台（2006年）
- 翻新前的换乘通道（2006年），該通道曾預留予15號線使用。
- 翻新前的上海南站站1号线站台，现天花板均已拆除。
- 翻新前的1号线站厅，现天花板均已拆除。